# Callionymus zythros
Callionymus zythros är en fiskart som beskrevs av Hans W. Fricke 2000. Callionymus zythros ingår i släktet Callionymus och familjen sjökocksfiskar. Inga underarter finns listade.